# Nikolai Novosjolov
Nikolai Novosjolov (in russo Николай Новоселов?; Haapsalu, 9 giugno 1980) è uno schermidore estone.

## Palmarès
- Mondiali

Nimes 2001: argento nella spada a squadre.
Parigi 2010: oro nella spada individuale.
Budapest 2013: oro nella spada individuale.
Lipsia 2017: argento nella spada individuale.
- Europei

Legnano 2012: argento nella spada individuale.
Montreux 2015: argento nella spada a squadre.
Tbilisi 2017: bronzo nella spada individuale.
Novi Sad 2018: argento nella spada individuale.